# 大城敦博
大城 敦博（おおしろ あつひろ、1974年 - ）は、日本のヴァイオリン奏者、ヴァイパー（電気ヴァイオリン）奏者、作曲家である。沖縄県那覇市出身。京都府在住。

## 経歴
1974年、沖縄県那覇市に生まれ、国際通りの近くで育った。6歳のとき、ヴァイオリンを手にした。大学への進学をきっかけに、京都府へ移り住んだ。35歳のとき、ヴァイパー（電気ヴァイオリン）の演奏を始めた。「沖縄生まれの民族ヴァイオリン音楽」 琉球提琴曲（琉球ヴァイオリン）の創始者。3枚のCDアルバムをリリースしている。
ヴァイオリンの肩当てを開発し、特許を取得した。2020年にアメリカ合衆国で開催された楽器ショー「ナム・ショー」での演奏をきっかけに、フランスの3Dvarius社の広告大使に就任した。